# 가가미 겐스케
가가미 겐스케(일본어: 加賀見 健介, 1974년 11월 21일 ~ )는 일본의 전 축구 선수이다.

## 구단 경력
과거 FC 도쿄, 오이타 트리니타, 가와사키 프론탈레에서 활동하였다.